# 藤田真央
藤田 真央（ふじた まお、1998年（平成10年）11月28日 - ）は、日本のピアニスト。

## 略歴
3歳よりピアノを始め、17歳まで松山優香と松山元に師事。小学生の時、全日本学生音楽コンクール・小学生の部にて優勝。この時審査員を務めた野島稔に後に師事することになる。
2013年（平成25年）12月に、津田ホール（東京都渋谷区千駄ヶ谷）にて、初めてのリサイタルを開催。以降、国内各地をはじめ、ポーランド、ドイツ、イタリアなどで定期的に演奏を行うほか、ショパン国際音楽祭（ポーランド）、世界のアッシジ音楽祭（イタリア）、バート・ラガッツ次世代音楽祭（スイス）などの音楽祭に招待されリサイタルを行っている。国内においては、これまでに、小林研一郎、現田茂夫、飯森範親、大友直人指揮のもと、読売日本交響楽団、神奈川フィルハーモニー管弦楽団、東京交響楽団、ヴィルトゥオーゾユースオーケストラ等のオーケストラと共演している。2015年（平成27年）末に第1回、2016年（平成28年）4月に第2回ヴィルトゥオーゾユースオーケストラのソリストとして招待された。
東京音楽大学付属高等学校卒業後は東京音楽大学特別特待奨学生としてピアノ演奏家コース･エクセレンスへ進学した。ヴィルトゥオーゾユースオーケストラ首席客演ソリスト。東京音楽大学では、ピアノを鷲見加寿子、野島稔に師事。ソルフェージュを西尾洋に師事。2019年（令和元年）公開の映画「蜜蜂と遠雷」にてピアノ演奏（風間塵〈鈴鹿央士〉演奏部分）を担当。2019年チャイコフスキー国際コンクールで第2位を受賞し、審査員や聴衆から熱狂的に支持され世界の注目を集めた。自然体で奏でられる、繊細かつヴィルトゥオーゾを持ち合わせた唯一無二の美しい音色が高く評価され、次々と世界の舞台に招かれる。ルツェルン音楽祭、ヴェルビエ音楽祭、エディンバラ国際音楽祭、ラ・ロック＝ダンテロン国際ピアノ音楽祭、ツィナンダリ音楽祭など主要な音楽祭へ定期的に出演。2023年1月、カーネギー・ホールにてホール主催のソロ・リサイタルデビューを果たした。現在は、ハンス・アイスラー音楽大学ベルリンにてジャズなど多方面に通じたロシア出身、キリル・ゲルシュタインに師事。
2019年10月までにナクソス・ジャパンより5枚のアルバムをリリースしている。2021年（令和3年）には世界最高峰の音楽祭と言われるヴェルビエ音楽祭にて、モーツァルトのピアノ・ソナタ全曲を演奏。また同演奏会でヴェルビエ祝祭管弦楽団とモーツァルトのピアノ協奏曲第20番で初共演を果たした。

## プライベート
- 横浜DeNAベイスターズのファンである。
- 佐々木健介・北斗晶夫妻の長男と中学校の同級生ということもあり、彼と女子プロレスラー凛の結婚式でピアノ演奏を担当した。
- 2025年7月、連載中のエッセイ「指先から旅をする」内で、一般女性と入籍をしたことを報告した。

## 受賞歴
- 2009年 - 第19回日本クラシック音楽コンクール全国大会グランプリ (日本)
- 2010年 - 世界クラシック2010 日本代表、ジュニア部門第1位[9] (台湾)
- 2010年 - 第64回全日本学生音楽コンクール小学校の部東京大会第1位および全国大会第1位および野村賞、井口愛子賞、音楽奨励賞、横浜市民賞 (日本)
- 2013年 - 第5回ロザリオ・マルチアーノ国際ピアノコンクール第1位[注釈 1]およびワーグナー・ヴェルディ賞 (オーストリア)
- 2015年 - 第1回若い音楽家のための珠海国際モーツァルトコンクールピアノ部門グループB第1位 (中国)
- 2016年 - 第20回浜松国際ピアノアカデミー第1位 (日本)
- 2016年 - ジーナ・バッカウアー国際ピアノコンクールジュニア部門第3位 (アメリカ合衆国)
- 2017年 - 第27回クララ・ハスキル国際ピアノコンクール第1位および聴衆賞などの3つの特別賞[注釈 2] (スイス)
- 2019年 - 第16回チャイコフスキー国際コンクールピアノ部門にて第2位[10] (ロシア)
- 2019年 - 第40回霧島国際音楽祭大賞[注釈 3]
- 2019年 - 公益財団法人岩谷時子音楽文化振興財団主催岩谷時子賞 岩谷時子 Foundation for Youth
- 2020年 - 第21回ホテルオークラ音楽賞
- 2020年 - 第30回出光音楽賞受賞
- 2023年 - 第１回野島賞受賞[12][13]
- 2023年 - オーパス・クラシック賞2023Young Artist of the Year受賞[14][15]

## ディスコグラフィー
- 2013年 - ナクソスよりデビューアルバム『ラフマニノフ: 楽興の時/三善 晃: ピアノ・ソナタ/他』(NYCC-10001)をリリース。
- 2015年 - 同ナクソス・ジャパンより、セカンドアルバム『ワーグナー=リスト: 歌劇「タンホイザー」序曲』（NYCC-27296）をリリース（ベートーヴェン/ピアノソナタ第14番月光、ワーグナー＝リスト/タンホイザー序曲、プロコフィエフ/ピアノソナタ第6番を収録）。
- 2018年 - 同ナクソス・ジャパンより、サードアルバム『passage ショパン:ピアノ・ソナタ第3番』（NYCC-27306）をリリース[16]（リスト/ハンガリー狂詩曲第2番、モーツァルト/ピアノソナタ第18番、ショパン/ピアノ・ソナタ第3番を収録）。
- 2019年 - 同ナクソス・ジャパンより、映画「蜜蜂と遠雷」風間塵のインスパイアード・アルバム『映画｢蜜蜂と遠雷｣ ～ 藤田真央 plays 風間塵』（NYCC-27310）をリリース[17]（モーツァルト/ピアノソナタ第12番第1楽章、サティ/ジュ・トゥ・ヴ、ドビュッシー/版画、藤倉大/春と修羅（風間塵ヴァージョン）等を収録）。
- 2019年 - 同ナクソス・ジャパンより、『ショパン：スケルツォ/即興曲』をリリース[18]（即興曲、スケルツォ全曲等を収録）。
- 2022年 - ソニー・クラシカルからモーツァルト: ピアノソナタ全集をリリース[19]。

## 出演

### テレビ番組
- 5時に夢中!（2014年1月14日 -、TOKYO MX） - ゲスト出演
- ビートたけしのTVタックル (2015年10月26日-, TV朝日系列) -「アナタの知ってる〝天才〟紹介して下さい」コーナー
- 題名のない音楽会 (2018年4月14日-, TV朝日系列) - アーティスト出演
- 報道ステーション(2019年8月23日-, TV朝日系列) - ゲスト出演[20]
- 題名のない音楽会 (2020年9月19日-, TV朝日系列) - アーティスト出演
- クラシック音楽館(2021年2月7日、 NHK-Eテレ) - アーティスト出演
- 鬼が弾く 左手のピアニスト 舘野泉（2022年12月30日、NHK）[21]
- 情熱大陸(2023年2月26日、 TBSテレビ)
- あさイチ(2024年1月12日、NHK総合) - アーティスト出演